# Einosuke Itō
Einosuke Itō (伊藤 永之介, Itō Einosuke) né le 21 novembre 1903 à Akita, préfecture d'Akita et mort le 26 juillet 1959, est un écrivain japonais.

## Biographie
Après avoir terminé ses études, Einosuke Itō travaille dans une banque et commence à écrire en même temps des articles pour des magazines. En 1924, il s'installe à Tokyo et publie des critiques dans la revue socialiste Bungei Sensen (文芸戦線) fondée par Yōbun Kaneko. C'est avec la publication en 1928 de Mienai Kōzan (見えない鉱山) dans ce journal qu'il se fait remarquer comme écrivain du mouvement de la littérature prolétarienne.

## Titres (sélection)
- 1930 Bōdō (暴動)
- 1930 Kyōkō (恐慌)
- 1937 Fukurō (梟)
- 1938 Uguisu (鶯)
- 1938 Karasu (鴉)
- 1939 Ushi (牛)
- 1939 Kuma (熊)
- 1939 Uma (馬)
- 1939 Sakka no techō (作家の手帖)
- 1939 Tsubame (燕)
- 1939 Gan (雁)
- 1939 Ishikawa Rikinosuke nōson kōsei no jufu (石川理紀之助 農村更生の慈父)
- 1940 Asaichi (朝市)
- 1941 Tokai to inaka (都会と田舎)
- 1941 Furusato no haru (故郷の春)
- 1942 Hirata Atsutane (平田篤胤)
- 1942 Isha no iru son (医者のゐる村)
- 1942 Kamo to funa (鴨と鮒)
- 1942 Roji no hitobito (路地の人々)
- 1943 Haru no wakare (春の別れ)
- 1944 Akita (秋田)
- 1946 Utsukushii tabi (美しい旅)
- 1947 Futatsu no seishun (二つの青春)
- 1947 Furusato no uta (故郷の歌)
- 1947 Umi no oni (海の鬼)
- 1948 Yama no kami (山の神)
- 1948 Nōmin no kōfuku (農民の幸福)
- 1952 Keisatsu nikki (警察日記)
- 1953 Bungaku nyūmon (文学入門)
- 1954 Natuskashii sanka (なつかしい山河)
- 1955 Keimusho shigan (刑務所志願)
- 1955 Shinkeisatsu nikki (新警察日記)
- 1955 Tanima no kyōdai 谷間の兄弟
- 1956 Yamazakura (山桜)
- 1957 Chūzaisho nikki (駐在所日記)
- 1957 Nambei kōro (南米航路)
- 1959 shizen to jinsei ni tsuite no shijū hanashi (自然と人生についての四十話)
- 1959 Kieru mizuumi (消える湖)
- 1959 Santarō (三太郎)
- 1960 Shochō nikki (署長日記)

## Au cinéma
- 1955 : Journal d'un policier (警察日記, Keisatsu nikki) de Seiji Hisamatsu

## Source de la traduction
- (de) Cet article est partiellement ou en totalité issu de l’article de Wikipédia en allemand intitulé « Itō Einosuke » (voir la liste des auteurs).